# Léonie Abo
Wassis Hortense Léonie Abo, meist nur Léonie Abo, (* 15. August 1945 in Malungu, Belgisch-Kongo) ist eine kongolesische Widerstandskämpferin, Aktivistin und Schriftstellerin. Sie war mit dem maoistischen Politiker Pierre Mulele verheiratet.

## Leben
Léonie Abo wurde 1945 im Ort Malungu in der damaligen belgischen Kolonie Kongo geboren. Ihre Mutter starb bei ihrer Geburt, daher wurde Abo von Adoptiveltern aufgezogen. Bereits in ihrer frühen Kindheit erlebte sie häusliche Gewalt. Abo besuchte bereits mit sieben Jahre eine Schule im Ort Lukamba und wechselte auf die Missionsschule in Totshi im Alter von neun Jahren. Schon früh wurde sie bei der belgischen Stiftung Foreami, gemeinsam mit 13 anderen Mädchen, zur Hebamme ausgebildet und betreute mit 14 Jahren die ersten Geburten.
Im September 1959 heiratete sie zwangsweise Gaspar Maputo, der sie mehrfach misshandelte. Nachdem Abo sich in einen anderen Mann verliebt hatte, brachte ihr Ehemann 1962 die beiden vor Gericht, Abo wurde zu einem Monat Gefängnis verurteilt. Bereits früh erfuhr sie von der Arbeit der Parti Solidaire Africain, später schloss sich Abo der Simba-Rebellion an.
Im Widerstand lernte Abo den maoistischen Widerstandskämpfer Pierre Mulele kennen, den sie daraufhin heiratete. Für fünf Jahre lebten die beiden zusammen, Abo genoss zu dieser Zeit großen Respekt. Nach der Ermordung Muleles floh Abo aus Angst um ihr eigenes Leben nach Kongo-Brazzaville. Dort arbeitete sie zeitweilig als Krankenschwester sowie als Chronistin und versuchte die Arbeit Muleles niederzuschreiben. In Kongo-Brazzaville brachte sie zwei Kinder zur Welt.
Ludo Martens veröffentlichte 2009 eine Biographie Abos mit dem Titel Une Femme du Congo.